# Лишковиці (Ловицький повіт)
Лишковиці (пол. Łyszkowice) — село в Польщі, у гміні Лишковиці Ловицького повіту Лодзинського воєводства.
Населення — 1377 осіб (2011).
У 1975-1998 роках село належало до Скерневицького воєводства.

## Демографія
Демографічна структура станом на 31 березня 2011 року:
|          | Загалом | Допрацездатний вік | Працездатний вік | Постпрацездатний вік |
| -------- | ------- | ------------------ | ---------------- | -------------------- |
| Чоловіки | 661     | 152                | 466              | 43                   |
| Жінки    | 716     | 144                | 439              | 133                  |
| Разом    | 1377    | 296                | 905              | 176                  |